# Koszarka (Ploski)
Koszarka – kolonia wsi Ploski w Polsce położona w województwie podlaskim, w powiecie bielskim, w gminie Bielsk Podlaski.
W latach 1975–1998 miejscowość administracyjnie należała do województwa białostockiego.